# 中國海警2350
中國海警2350，原名中国海监50，是中国人民武装警察部队海警总队（中国海警局）的一艘警用海洋监视船，与中國海警3383为相同船型。

## 历史
由武汉武昌造船厂于2010年2月开始建设，2011年6月交付中国海监东海总队使用。
2012年9月14日，中国海监50船抵达钓鱼岛海域开展维权巡航执法。当日6时许，由中国海监50、15、26、27船和中国海监51、66船组成的2个维权巡航编队，抵达钓鱼岛及其附属岛屿海域，对钓鱼岛及其附属岛屿附近海域进行维权巡航执法。这是中国政府宣布《中华人民共和国政府关于钓鱼岛及其附属岛屿领海基线的声明》后，中国海监首次在钓鱼岛及其附属岛屿海域开展的维权巡航执法，通过维权巡航执法行动，体现中国政府对钓鱼岛及其附属岛屿的管辖并维护中国的海洋权益。
2013年3月，國家海洋局重組後，中国海监50更改舷號為中國海警2350，仍为政府公务船，以中國海警局名義執法。2018年3月，中国海警2350船随海警队伍划归武警部队。

## 性能
船體總長：98米，型宽15.2米，型深7.8米。
航速排水量：最大航速18节，排水量3980吨，续航能力为10000海里，自持力60天。
有舰载直升机起降平台，并设有室内机库；目前舰载直升机为直-9型直升机。该船采用电力推进，不设舵而通过改变螺旋桨方向来调整航向，同时船头也有螺旋桨辅助改变方向，因此可以完成原地转向，旋转一周耗时仅12秒。同时拥有动力定位装置，可以在7级海况中维持原地不动。船上配有海水淡化装置。